# Гілбертсвілл (Кентуккі)
Гілбертсвілл (англ. Gilbertsville) — переписна місцевість (CDP) в США, в окрузі Маршалл штату Кентуккі. Населення — 332 особи (2020).

## Географія
Гілбертсвілл розташований за координатами 37°1′29″ пн. ш. 88°18′39″ зх. д. / 37.02472° пн. ш. 88.31083° зх. д. (37.024782, -88.310719).  За даними Бюро перепису населення США в 2010 році переписна місцевість мала площу 2,70 км², з яких 2,62 км² — суходіл та 0,07 км² — водойми.

## Демографія
Згідно з переписом 2010 року, у переписній місцевості мешкало 458 осіб у 185 домогосподарствах у складі 120 родин. Густота населення становила 170 осіб/км².  Було 263 помешкання (98/км²).
Расовий склад населення:
| - 95,2 % — білих - 1,5 % — корінних американців - 0,2 % — чорних або афроамериканців - 0,2 % — азіатів |

До двох чи більше рас належало 2,6 %. Частка іспаномовних становила 1,3 % від усіх жителів.
За віковим діапазоном населення розподілялося таким чином: 22,1 % — особи молодші 18 років, 65,2 % — особи у віці 18—64 років, 12,7 % — особи у віці 65 років та старші. Медіана віку мешканця становила 39,5 року. На 100 осіб жіночої статі у переписній місцевості припадало 93,2 чоловіків;  на 100 жінок у віці від 18 років та старших — 97,2 чоловіків також старших 18 років.
За межею бідності перебувало 8,0 % осіб, у тому числі 0,0 % дітей у віці до 18 років та 32,6 % осіб у віці 65 років та старших.
Цивільне працевлаштоване населення становило 47 осіб. Основні галузі зайнятості: освіта, охорона здоров'я та соціальна допомога — 31,9 %.